# Parafia Niepokalanego Serca Maryi w Nowym Dworze Gdańskim
Parafia Niepokalanego Serca Maryi w Nowym Dworze Gdańskim – parafia rzymskokatolicka w diecezji elbląskiej. Erygowana 1 marca 1993 roku przez biskupa diecezji elbląskiej ks. Andrzeja Śliwińskiego. 
Na obszarze parafii leżą wierni z miejscowości: Nowy Dwór Gdański (część po prawej stronie rzeki Tugi, Piotrowo, Żelichowo i Starocin). Tereny parafii znajdują się w gminie Nowy Dwór Gdański, w powiecie nowodworskim, w województwie pomorskim.

## Proboszczowie
- 1993–1995 – ks. Zbigniew Bielecki
- 1995–2005 – ks. kan. Jerzy Żochowski
- 2005–2016 – ks. kan. Dariusz Juszczak
- 2016–2022 – ks. kan. dr Mariusz Pietrzykowski
- od 2022 – ks. Piotr Molenda